# Алваро Морте
Алваро Антонио Гарсија Перез (рођен 23. фебруара 1975), професионално познат као Алваро Морте, шпански је глумац. Стекао је светско признање играјући улогу Серхија "Ел Професор" Маркиња у шпанској серији Кућа од папира (La Casa De Papel).

## Каријера
Алваро Антонио Гарсија Перез рођен је 23. фебруара 1975. године у Алхесирасу, а убрзо се са породицом преселио у Бухаланс, Кордоба.
Првобитно уписан на степен комуникационог инжењерства, пребацио се на драмску уметност, дипломиравши на Escuela Superior de Arte Dramático de Córdoba 1999. Такође је похађао постдипломске студије на Универзитету у Тампереу. Са 33 године дијагностикован му је канцерогени тумор на левој бутини, који је на крају савладао.
Морте је започео глумачку каријеру када је играо мању улогу у шпанској телевизијској серији Hospital Central. Своју прву главну улогу добио је у ТВ серији у Planta 25, емитираној у великом броју шпанских регионалних ТВ кућа и у којој је глумио Реја - возача - од 2007. до 2008. Затим је глумио Адолфа Кастиља у шпанској телевизијској серији Bandolera, Габриел Арета у сапуници Amar en tiempos revueltos.
Морте је извео мању улогу у филму Lola, la película (2007), биоскопском филму о фолклорној певачици Лоли Флорес у којем је на кратко приказао тореадора, љубавника протагонисте.
Поред свог глумачког дела, Морте поседује позоришну компанију под називом 300 pistolas (српски: 300 пиштоља), основану 2012. 
Морте се придружио глумачкој екипи дугогодишње теленовеле El secreto de Puente Viejo  2014. године, тумачећи Лукаса Молинера - лекара из малог града - до 2017.
Након ове серије, Морте је добио улогу Серхија "Ел Професора" Маркиње у телевизијској серији Кућа од папира, чија је прва сезона емитована 2017. Био је изузетно хваљен због портретирања лика - педантног криминалца и стекао је, заједно са телевизијском серијом, светску славу. Крајем 2017. Нетфликс је купио серију и дистрибуирао је широм света на својој платформи. Најновији део објављен је 3. априла 2020.
Прву главну улогу у играном филму имао је када је играо улогу Давида Ортиза у Нетфликсовом филму Mirage (2018). 
Морте је глумио у телевизијској серији El embarcadero, 2019, глумећи Оскара, човека који је живео двоструким животом, живећи одвојено са две различите жене.
У децембру 2019. године објављено је да се Морте придружио глумачкој екипи амазонске телевизијске серије The Wheel of Time, адаптације истоименог епског фантастичног романа, наводно постављеног да прикаже Логајна.

## Лични живот
Алваро Морте говори шпански (матерњи језик) и енглески. Ожењен је Бланком Клементе, стилисткињом. Имају двоје деце, Хулијету и Леона, који су близанци.

## Филмографија
| Година | Назив                   | Улога         | Напомене                                          |
| ------ | ----------------------- | ------------- | ------------------------------------------------- |
| 2003   | Los niños del jardí     | N/A           | Кратак филм, кредитован као Álvaro Antonio García |
| 2003   | La guarida del ermitaño | Alberto       | Кратак филм, кредитован као Álvaro Antonio García |
| 2006   | Ignora                  | N/A           | Кратак филм, кредитован као Álvaro Antonio García |
| 2007   | Lola, la película       | Rafael Torres | Кратак филм, кредитован као Álvaro Antonio García |
| 2011   | Amores ciegos           | Julio         | Кратак филм                                       |
| 2013   | Wings                   | N/A           | Кратак филм                                       |
| 2018   | Mirage                  | David Ortiz   |                                                   |
| 2018   | Smallfoot               | Gwangi        |                                                   |

### Телевизија
| Година       | Назив (оригинал)                    | Улога                         | Напомене                                                      |
| ------------ | ----------------------------------- | ----------------------------- | ------------------------------------------------------------- |
| 2002         | Hospital Central                    | Buzo/Bombero                  | Епизоде: "El soldadito de plomo", "El vuelo de la suerte"     |
| 2002         | Policías, en el corazón de la calle | N/A                           | 3 eпизоде, кредитован као Álvaro Antonio García               |
| 2007–2008    | Planta 25                           | Ray                           | Главна улога; 64 епизоде,кредитован као Álvaro Antonio García |
| 2008         | Aída                                | Jefe Gasolinera               | Епизода: "Lleno, por favor", кредитован као Álvaro Antonio    |
| 2009         | ¡A ver si llego!                    | Pablo                         | 6 епизода                                                     |
| 2009–2010    | Cuéntame cómo pasó                  | Toño                          | 4 епизода                                                     |
| 2010         | Las chicas de oro                   | N/A                           | Епизода: "Un lecho de rosas"                                  |
| 2012         | Isabel                              | Soldado de Girón              | Епизода "La negociación", кредитован као Alvaro Morte         |
| 2012         | La memoria del agua                 | N/A                           | Минисерија; епизоде: "Episode #1.1", "Episode #1.2"           |
| 2012–2013    | Bandolera                           | Adolfo Castillo               | 14 епизода                                                    |
| 2014         | Bienvenidos al Lolita               | N/A                           | Минисерија, 4 епизоде                                         |
| 2014         | El Príncipe                         | N/A                           | Епизода: "Haz lo que tengas que hacer"                        |
| 2014         | Víctor Ros                          | Donato Vergel                 | Епизода: "El misterio de la Casa Aranda"                      |
| 2014         | Amar en tiempos revueltos           | Gabriel Areta                 | Главна улога; 32 епизоде                                      |
| 2014–2017    | El secreto de Puente Viejo          | Lucas Moliner                 | Главна улога; 92 епизоде                                      |
| 2017–present | Money Heist                         | Sergio Marquina aka Professor | Главна улога                                                  |
| 2019–2020    | El embarcadero                      | Óscar                         | Главна улога                                                  |
| 2020         | The Head                            | Ramón                         | Главна улога, 6 епизода                                       |
| 2020         | The Wheel of Time                   | Logain Ablar                  | Главна улога                                                  |

## Награде
| Година | Награда                           | Категорија                                    | Рад            | Резултат  | Реф.   |
| ------ | --------------------------------- | --------------------------------------------- | -------------- | --------- | ------ |
| 2018   | Premios Feroz                     | Најбољи главни глумац у ТВ серији             | Кућа од папира | Номинован | [ 16 ] |
| 2018   | Zapping Awards                    | Најбољи глумац                                | Кућа од папира | Номинован | [ 17 ] |
| 2018   | Award of the Spanish Actors Union | Телевизија: најбоља главна улога, за мушкарце | Кућа од папира | Номинован | [ 18 ] |
| 2019   | Award of the Spanish Actors Union | Телевизија: најбоља главна улога, за мушкарце | Кућа од папира | Освојио   | [ 19 ] |